# Porte du Bois de Joigny
La porte du Bois de Joigny est un édifice situé dans la ville de Joigny, dans l'Yonne en région Bourgogne-Franche-Comté.

## Histoire
Le siècle de la campagne de construction est le XIIIe siècle.
La tour a été attaquée pendant toutes les guerres et est la seule, sur les quatre portes défensives qui constituaient l'enceinte de Joigny au XIIIe siècle, qui soit encore debout. 
La porte du Bois est classée au titre des monuments historiques par arrêté du 19 juin 1942.

## Description

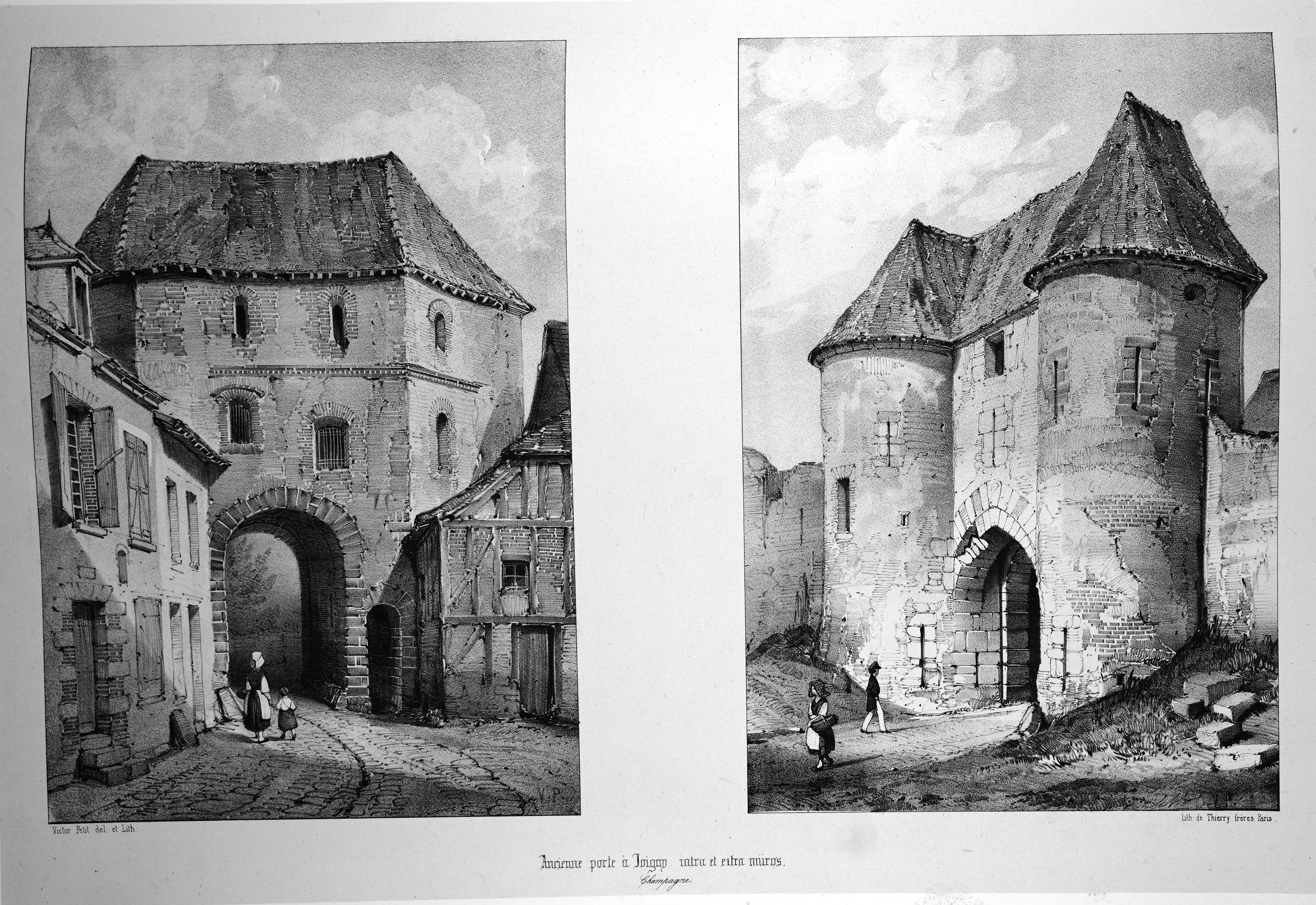
Côté ville et côté champs, publié en 1857 in : Voyages pittoresques et romantiques dans l'ancienne France.

Construite entièrement en silex, la tour servit de grenier à fourrage par l'armée. Elle comporte une petite porte avec poulie.